# Série noire (pel·lícula de 1979)
Série noire és una pel·lícula neo-noir francesa dirigida per Alain Corneau, estrenada el 1979.
Es tracta d'una adaptació de la novel·la A hell of a woman de Jim Thompson traduïda al francès amb el títol Des cliques et des cloaques escrita per Corneau i Georges Perec. La pel·lícula protagonitza Patrick Dewaere en el paper principal d'un representant de vendes amb una existència miserable que no dubtarà a enfonsar-se en el crim i la bogeria per amor i per fugir de la seva condició.
La pel·lícula es va muntar després que Dewaere acceptés protagonitzar-la. El rodatge es va dur a terme intensament durant sis setmanes amb un pressupost ajustat i innovacions tècniques. Patrick Dewaere, que està molt implicat, no dubta a donar-se per oferir una actuació impressionant i angoixant. Altres papers notables són interpretats per Marie Trintignant, Myriam Boyer i Bernard Blier. Estrenada l’abril de 1979, Série noire va ser rebuda de manera diversa per la crítica i va gaudir d'una carrera modesta però decent als cinemes donat el to fosc i pessimista de l'obra. Des d'aleshores, la pel·lícula, que s'ha convertit en pel·lícula de culte, ha estat aclamada com una obra important del cinema francès pel seu estil i la seva interpretació, particularment la del seu actor principal.

## Argument
Capritxós i impredictible, Franck Poupart sobreviu venent porta a porta als suburbis de París. Somiant amb una altra vida, s'acosta i porta una existència depriment en una gran casa en ruïnes on regne la brutícia i el desordre amb la seva dona Jeanne. El matrimoni s'esvaeix i la parella es baralla.
Un dia, buscant un mort - Andreas Tikides, un immigrant grec a l'atur, un brut d'esperit bastant senzill - Franck apareix a casa d'una vella que li pot donar informació. Inicialment sospitosa, acaba donant-li l'adreça d'un gimnàs on Tikides solia entrenar boxa. Franck aprofita per vendre-li una bata, mentre que aquest li ofereix com a pagament uns moments íntims amb la Mona, la seva neboda de setze anys. Mentre l'adolescent està a punt d'oferir-se a Franck, aquest, avergonyit, prefereix no aprofitar la situació. Emocionada per aquesta mostra de delicadesa, la Mona li fa prometre que la tornarà a veure.
De tornada a casa, en Franck discuteix amb la Jeanne, que, cansada de la seva avorrida vida matrimonial i del caràcter difícil del seu marit, ha decidit deixar-lo. A més, el seu cap, Staplin, que va descobrir que el seu empleat havia malversat diners, no dubta a fer-lo arrestar per fer-li passar una breu estada a la cel·la com a lliçó. Però l'endemà, Franck va ser alliberat, la seva dona havia reemborsat Staplin.
Tanmateix, aleshores descobreix que en realitat va ser la Mona qui va pagar el seu deute. Mentre li pregunta sobre com va poder trobar els diners, la jove li revela que la seva tia amaga cent mil francs a la seva habitació i li diu, a tots els efectes, que la vella avara té una pistola. Aleshores, Franck desenvolupa un pla per robar els diners, matar la tia de la Mona i desviar la investigació sobre un rodamon. Per fer-ho, troba en Tikides, a qui manipula fent-li creure en la seva amistat durant una sessió de copes.
L'endemà al vespre, Franck va a casa de la vella en companyia de Tikides, no sense mostrar els darrers escrúpols per arrossegar-lo a una aventura que sap tràgica. Després de dir-li a Tikides que l'esperi al cotxe, ataca violentament la vella i la mata. Després de remenar l'habitació de la seva víctima, acaba trobant l'arma i el premi. Aleshores truca a Tikides i l'assassina fredament amb diverses bales perquè sembli que va ser disparat per la senyora, que va morir caient per les escales durant el robatori que aparentment va sortir malament. Llavors, dóna les seves instruccions a Mona, horroritzat breument per l'assassinat de Tikides, i fuig.
Tot i que sembla que tot li va bé, la neurosi latent d'en Franck comença a empitjorar i es fa inmanejable per a ell. A més, haurà d'enfrontar-se al retorn inesperat i feixuc a la casa matrimonial de la seva dona Jeanne, embarassada i novament plena de bons sentiments cap a ell. Finalment, Staplin, intrigat pels sobtats bons resultats del seu empleat, comença a tenir sospites sobre d'on provenen els diners.
Jeanne, que ha descobert el botí, comença a dubtar del seu marit, a qui assetja amb preguntes i porta fins als seus límits. Enredat en explicacions cada cop més confuses i improbables, Franck acaba estrangulant-la. Immediatament després, Staplin es presenta a casa seva i el fa xantatge per agafar el botí. Després de començar a brutalitzar Staplin, a Franck no li queda més remei que donar-li els fruits del seu robatori. Després d'haver perdut els diners i amb tres assassinats a les mans, Franck abraça la Mona, que l'està esperant davant de casa seva, prometent-li un nou començament.

## Repartiment
- Patrick Dewaere : Franck Poupart
- Myriam Boyer : Jeanne Poupart
- Marie Trintignant : Mona
- Bernard Blier : Staplin
- Jeanne Herviale : la tia

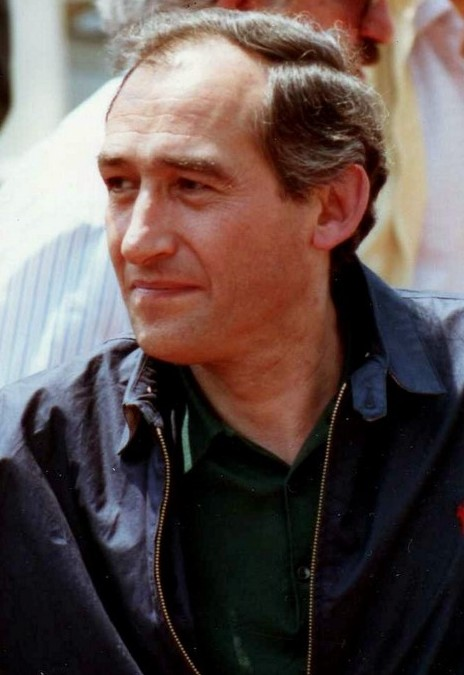
Alain Corneau (aquí a Canes el 1990), director i coguionista de la pel·lícula.

- Andreas Katsulas : Andréas Constantin Tikidès
- Charlie Farnel : Marcel, l'inspector de policia
- Samuel Meck : le boxejador
- Jack Jourdan : l'entrenador
- Fernand Coquet : el Hells Angel

Fotos dels actors principals.
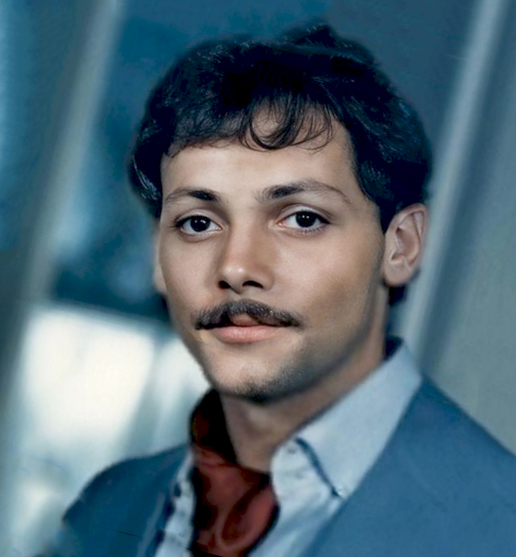
Patrick Dewaere (Franck Poupart)
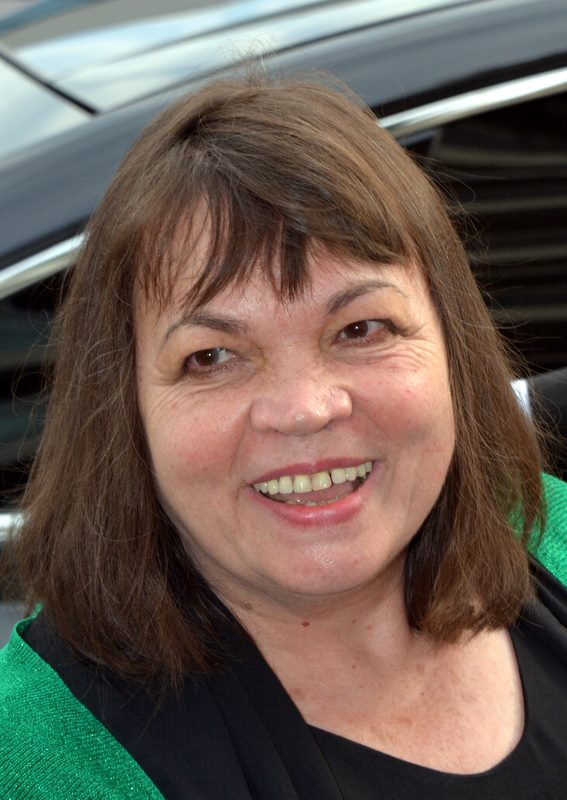
Myriam Boyer (Jeanne Poupart)
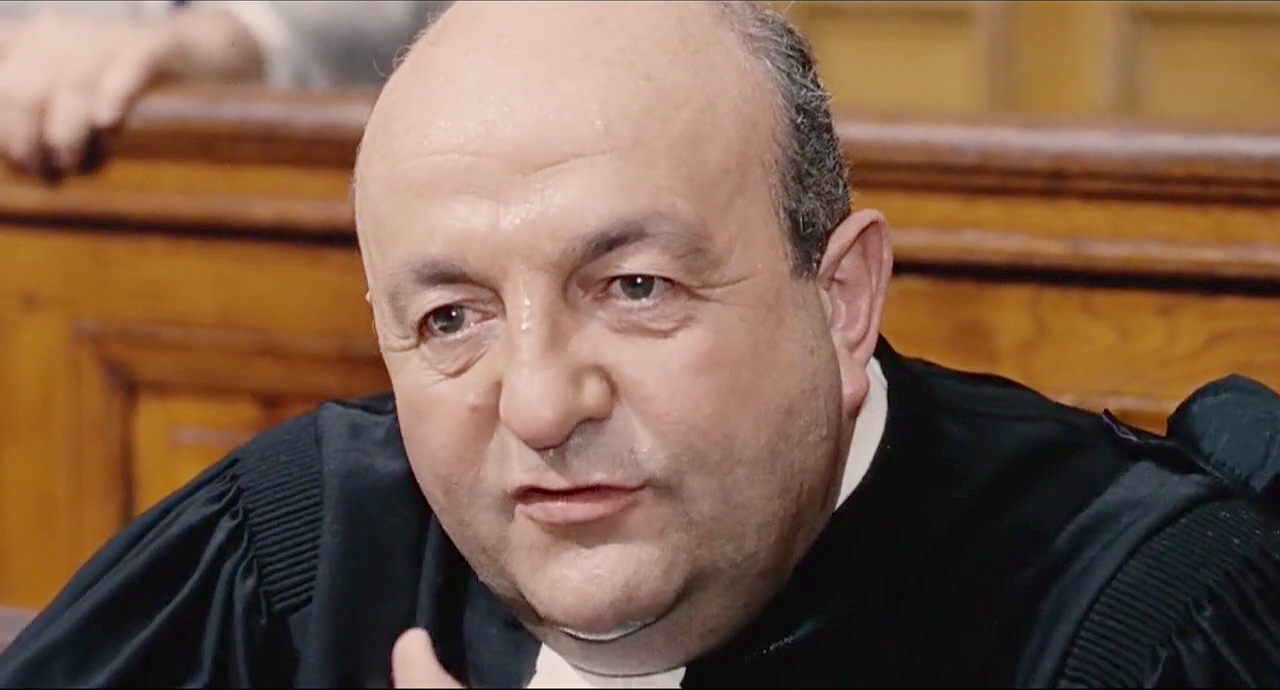
Bernard Blier (Staplin)
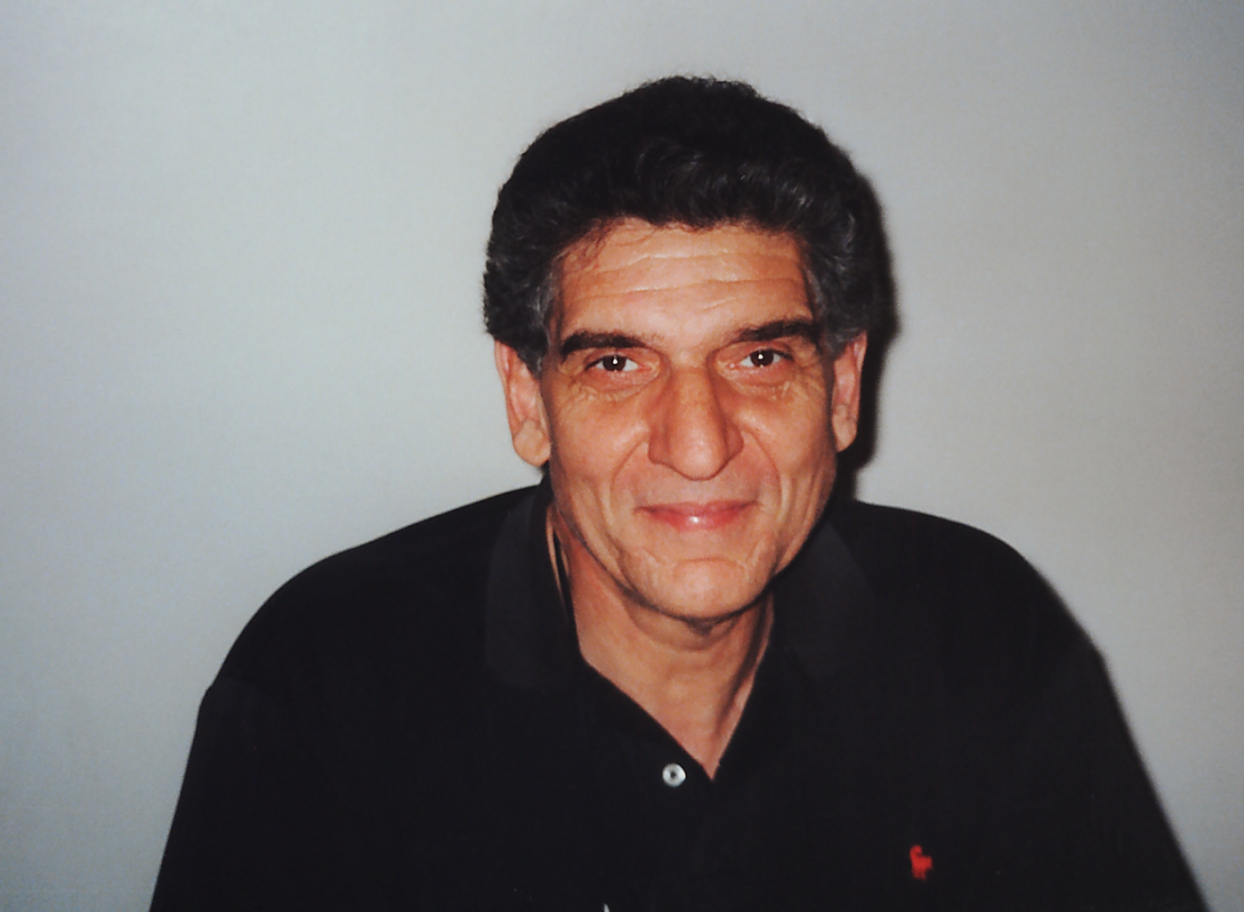
Andreas Katsulas (Andreas Tikides)

## Producció

### Gènesi i desenvolupament
El 1978, Alain Corneau va guanyar el reconeixement amb els seus llargmetratges Police Python 357 i L'amenaça. Per a la seva propera pel·lícula, el director vol rodar una pel·lícula en la línia realista de Mean Streets de Martin Scorsese sense música però que contingui els èxits de l'època, en escenaris reals i amb els actors implicats. Originalment, Corneau pretenia col·laborar amb l'autor Jim Thompson per adaptar una de les seves novel·les, Pop 1280, però el projecte fou avortat. Finalment, el director va passar a una altra novel·la de Thompson, Des cliques et des cloaques, i va començar a escriure el guió en col·laboració amb Georges Perec. L'adaptació de la novel·la de Thompson a la gran pantalla va suposar molts problemes per a Corneau i Perec, ja que els dos homes van haver de reduir l'imponent conte del novel·lista per a un tractament cinematogràfic i després es van dedicar a escriure una història adequada a l'estil de vida francès.

Per al personatge de Franck Poupart, Corneau va voler des del principi que Patrick Dewaere l'encarnés, encara que signifiqués renunciar a rodar-la si l'actor es negava a interpretar-lo. Els dos homes es troben en un bistrot per parlar del projecte. Aleshores, Dewaere es va llançar al guió, del qual va obtenir tres versions, i es va posar en contacte amb Corneau el mateix vespre per dir-li que volia absolutament el paper. Aquest és, efectivament, el projecte que l'actor sempre havia esperat, per la seva perfecta combinació entre cinema de gènere i d'autor, però sobretot pel personatge de Frank, una ànima pelada com ell. En una entrevista a la revista Première per a la promoció de la pel·lícula, Dewaere parla del seu personatge que és «un noi com qualsevol altre i alhora (és ) un personatge determinat. Però com que tothom és particular», afegint 
| « | Sovint dic que fer alguna cosa bona no m'interessa. El que vull és fer una cosa genial. Una cosa que no sols fa feliç a la gent, sinó que atordeix. Això és el que busco: desconcert. Cadascú té el seu, eh! | » |

 Per a l'actor, Série noire és «una pel·lícula que [ell] adora perquè absolutament no prenem partit», que «contem una història el final de la qual podria ser una notícia en un diari. És una història horrible i molt senzilla que li pot passar a qualsevol. Sense jutjar. I sense demanar perdó. Mai».
Durant les setmanes prèvies al rodatge, l'actor no va deixar de parlar de la pel·lícula i del seu paper, ja fos als qui l'envolten o als periodistes. Tan obsessionat amb la pel·lícula i el seu personatge, Dewaere va robar un impermeable gris del Tati de Barbès mentre caminava pel famós barri parisenc, pensant que seria perfecte per vestir el personatge. L'actor està tan investit en el seu personatge que no dubta a utilitzar el seu patiment més profund per «donar vida» al personatge, confonent així de manera permanent realitat i ficció. Aquesta extraordinària inversió fins i tot li va fer perdre deu quilos en poques setmanes. El paper de l'enigmàtica i taciturna Mona és confiat a la jove Marie Trintignant, l'experiència cinematogràfica de la qual es limitava a la participació en pel·lícules dirigides per la seva mare, Nadine, que és la companya de Corneau. El paper de l'esposa de Poupart es confia a Myriam Boyer, amb qui Dewaere s’entenia molt bé i de qui John Berry, el company de Boyer, havia interpretat el pare de Dewaere a F de Fairbanks.
Bernard Blier, escollit per interpretar el cap de Franck, tenia molta curiositat per treballar amb Dewaere, que havia rodat dues pel·lícules dirigides pel seu fill, Bertrand, que es va fer amic de Dewaere, també en el mateix estat d'ànim que el seu pare. Contràriament al rumor, Alain Chabat no interpreta cap dels àngels de l'infern que ballen a la pel·lícula (aproximadament 22 m 16 s).

### Rodatge
Série noire es va rodar la tardor de 1978 en sis setmanes amb un pressupost de 2 milions de francs. Es exteriors es van rodar principalment a Saint-Maur-des-Fossés i Créteil. Myriam Boyer també especifica com el pressupost de la pel·lícula era "prim", amb un equip molt reduït. Mostrant-se atent als comentaris de Dewaere, Corneau abandona la idea de les improvisacions, però vol situacions espontànies, extretes de la vida. Innova rodant amb dues o tres càmeres amb molt poca il·luminació (el director de fotografia Pierre-William Glenn farà servir una pel·lícula més sensible del normal) i fa poques preses. A més, el so s'enregistra en directe amb micròfons sense fil d'alta freqüència que portaven els actors.

L'atmosfera d'aquest rodatge és tanmateix intensa, Dewaere realment es colpeja el cap contra el capó d'un cotxe durant l'escena on el seu personatge es colpeja el cap amb el seu vehicle. Dewaere va demanar al director que estigués preparat per rodar aquesta escena en un terreny buit en un matí molt fred, ja que no volia fer moltes preses i es va negar a ser doblat per un doble. A més, l'actor és addicte a les drogues però es manté perfectament lúcid durant el rodatge i domina el seu text a la perfecció. Dewaere té cura de Marie Trintignant, mostrant-se atent i protector cap a la jove actriu que llavors tenia 16 anys. L'actriu dirà fins i tot que 
| « | en aquesta pel·lícula, tinc la impressió que tots ens vam llançar a les escenes, als elements, com els animals... Va ser una pel·lícula violenta. Tot era violent! | » |

. Després d'una forta  seqüència on el personatge interpretat per Dewaere supera el de Myriam Boyer, l'actor revela a la seva parella que va tenir la impressió de colpejar la seva mare (Mado), com si volgués saldar comptes amb ella. L'escena on Frank escanya i mata Jeanne amb violència va ser extremadament difícil de rodar. Després de filmar-la, Dewaere torna a casa atormentat i li diu als amics que li van preguntar què passava, 
| « | Però t'adones que avui he matat algú? No és res matar algú | » |

 Tenint un profund respecte per Bernard Blier, Dewaere no s'atreveix a donar-li una bufetada a la vida real per a l'escena final, però Blier insisteix, obligant a Dewaere a donar-li bufetades reals.

### Música
La pel·lícula té la particularitat de comptar només amb cançons o títols existents i no es beneficia de la música composta per a la pel·lícula. La majoria dels títols escoltats són majoritàriament èxits de Claude François, Gérard Lenorman i Sheila. Un disc de 33 rpm va ser publicat per Carrère el 1979. Dos títols escoltats a la pel·lícula no apareixen a la banda sonora ("Moonlight Fiesta" de Duke Ellington i Juan Tizol i Le Jour où la pluie viendra de Gilbert Bécaud). La cançó Le jour où la pluie viendra no s'escolta a la versió interpretada per Gilbert Bécaud, però una part és cantada per Patrick Dewaere i Andreas Katsulas (minut 53 de la pel·lícula) i el personatge de Patrick Dewaere cita part de les paraules durant l'escena on Frank Poupart mata Tikidès a la casa de la vella. (minut 68 de la pel·lícula).
Totes les cançons foren escrites i compostes per Banda sonora de  Série noire. 
| Núm.          | Títol                                              | Durada |
| ------------- | -------------------------------------------------- | ------ |
| 1.            | «Rivers of Babylon» (Boney M)                      | 4:25   |
| 2.            | «L'Etranger au paradis» (Shake)                    | 3:32   |
| 3.            | «Alexandrie Alexandra» (Claude François)           | 4:33   |
| 4.            | «Magnolias Forever» (Claude François)              | 4:15   |
| 5.            | «Kennedy Airport» (Sheila)                         | 3:37   |
| 6.            | «Je Cherche Une Môme Qui Me Plaise» (Ringo)        | 2:40   |
| 7.            | «Dieu Est Amoureux» (Gérard Lenorman)              | 3:49   |
| 8.            | «You Light My Fire» (Sheila B. Devotion)           | 4:13   |
| 9.            | «Venus» (Sacha Distel)                             | 3:13   |
| 10.           | «Lilas» (Gérard Lenorman)                          | 2:45   |
| 11.           | «Fou d'amour» (Sacha Distel)                       | 3:30   |
| 12.           | «Soleil aide-moi» (Shake)                          | 2:58   |
| 13.           | «Le Lambeth Walk (C'Etait Pas Compliqué)» (Dalida) | 2:50   |
| Durada total: | Durada total:                                      | 46:20  |

## Recepció crítica

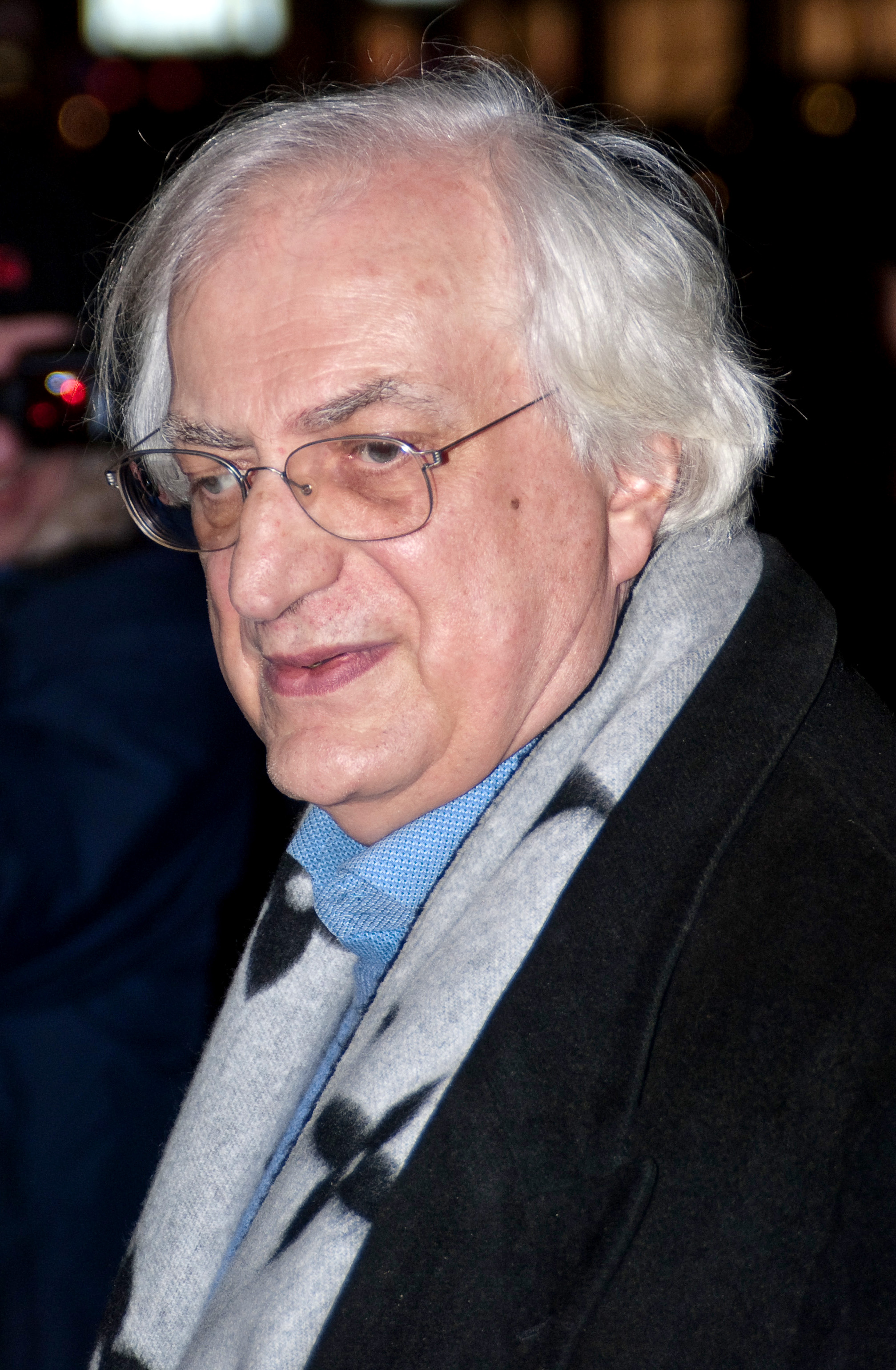
El director Bertrand Tavernier, que va elogiar Série noire durant una entrevista a la revista Le Point.

Série noire va ser rebuda de manera diferent per la crítica en el moment del seu llançament . A la seva columna a Monde, Jean de Baroncelli escriu que 
| « | Mai cap pel·lícula ha merescut millor el seu títol. En primer lloc perquè està adaptat d'un llibre publicat a la famosa col·lecció […] després perquè Jim Thompson, autor d'aquest llibre, tenia un marcat gust pel sarcasme desesperat, les situacions paroxístiques, els herois promesos des del seu pas per aquesta terra a la condemnació. Finalment, perquè Georges Pérec, guionista, i Alain Corneau, director, no van voler diluir la “foscor absoluta” de la novel·la de Thompson, el seu caràcter irrisori i totalment absurd, i van convertir la seva pel·lícula en un estrany ballet o vals, el de la brutícia, la sang i l'estupor, el patètic i patètic Frank Poupart, els seus còmplices i les seves víctimes. | » |

 Hubert Desrues de La Saison Cinématographique assenyala que 
| « | així que estem encantats de la direcció de l'actor Patrick Dewaere. Bonic acte d'actuació per dir la veritat perquè no és possible anomenar d’una altra manera aquest "one-man-show" que fa molt, massa, en tot cas, per posar en escena. | » |

 En la seva ressenya de la pel·lícula del 2 de maig de 1979, Le Parisien assenyala que 
| « | Alain Corneau ha produït una pel·lícula exemplar, en tots els sentits digne de la frase al que està vinculat, el dels thrillers americans […] Cinema directe, realitzat magistralment en quarta marxa. Ens agradaria que fos l'inici d'una sèrie feliç per al cinema francès. | » |

 En la seva ressenya publicada el 28 d'abril de 1979, Dominique Maillet de la revista Première escriu que 
| « | La crítica francesa utilitza i abusa regularment dels superlatius més elogiosos, ens veiem obligats a preguntar-nos sobre el vocabulari a utilitzar quan, realment, tenim la sensació d'haver vist una pel·lícula magnífica i sublim, una pel·lícula com el cinema poques vegades ha pogut produir. | » |

El director Bertrand Tavernier també elogia la pel·lícula durant una entrevista a la revista Le Point:
| « | Difícil de trobar les paraules, les frases exactes per descriure el que sentim físicament després de Série noire, ja que sortim tan esgotats ...Com si realment haguéssim participat en tot el que acabava de passar a la pantalla. Com si realment haguéssim liderat amb Patrick Dewaere, al mateix temps que ell, aquesta cursa impressionant que, amb el seu lirisme del sòrdid, la seva poesia de l’irrisori, remet directament al vol vertiginós de Richard Widmark a Night and the City... Els mateixos personatges fantasmals, desconeguts del que els envolta, presoners dels seus somnis, la mateixa angoixa metafísica. | » |

Només amb el pas dels anys Série noire es convertirà en una obra de culte del cinema francès, «reconeguda com un clàssic del thriller cinematogràfic, ... l'actuació de Dewaere aclamada per unanimitat com una de les més significatives del món. tota la història del cinema francès», tal com assenyala Jérémy Gallet del lloc avoir-alire.com a la seva ressenyae, afegint que és «sense dubte» la millor pel·lícula d'Alain Corneau, impulsada per la «inoblidable actuació de Patrick Dewaere» que «"vampiritza" la pantalla amb la seva mera presència».
La pel·lícula ocupa el lloc 47 entre les 100 millors pel·lícules franceses segons la revista Time Out Paris l'any 2014, que va demanar al voltant d'un centenar de crítics i professionals del cinema per elaborar la llista. El 2019  ocupavael lloc 53. Patrick Raynal, antic director de la col·lecció de llibres Série noire, fins i tot va descriure el llargmetratge com a «És la pel·lícula més fosca del cinema francès, i potser de cinema. en general!».
Pel que fa al seu reconeixement actual, Série noire també té una bona acollida pel públic contemporani: a França, la pel·lícula obté una mitjana de 3,9/5 al lloc Allociné, amb 4.285 vots sobre 200 ressenyes. 76 de les 200 ressenyes li van donar una puntuació de 5/5. La pel·lícula obté una mitjana de 7,3/10 al lloc IMDB, amb més de 3.400 vots, dels quals el 25,7% (882 vots) li van donar una puntuació de 8/10.

## Taquilla
Fou estrenada als cinemes el 25 d'abril de 1979 amb una prohibició per als menors de 18 anys, però Série noire arribà al dotzè lloc a taquilla la setmana del seu llançament amb 78.748 entrades. Tanmateix, la pel·lícula va ocupar el quart lloc la setmana següent amb 103.441 entrades, i fins i tot arribaria a 182.189 entrades.Encara en quarta posició en la seva tercera setmana d'estrena, la pel·lícula ha venut  281.372 entrades des de la seva estrena, incloses 99.183 entrades durant aquest període. En la cinquena setmana, Série noire va superar la fita de  500.000 entrades, mantenint-se entre els 10 primers i aguantant decentment a la taquilla, però menys del que s’esperava. En dos mesos de funcionament, Série noire va aconseguir fidelitzar 709.986 entrades, abans de preparar-se per sortir dels 30 primers a la primera meitat de juliol de 1979 , on va fer un gran descens en el rànquing amb  758000 entrades. A 31 de desembre de 1979, la pel·lícula havia enregistrat 847.651 entrades, situant-la en el lloc 41 de la taquilla anual, mentre que El cop de cap, una altra pel·lícula amb Patrick Dewaere estrenada dos mesos abans, va tenir un rendiment a sales similar encara que relativament superior (881.212 entrades i 37è lloc a la taquilla anual). Finalment, malgrat la singularitat del llargmetratge i la prohibició als menors de 18 anys, Série noire va aconseguir cert èxit a les sales amb prop de 900.000 entrades (892.658 entrades comptant el llançament inicial i els llançaments posteriors).
Als Estats Units, la pel·lícula es va estrenar a Nova York el juny de 1982. Reestrenada de manera limitada el setembre de 2019 en un sol cinema, va recaptar 5.633 $ durant les dues setmanes on s’exhibia.

## Mitjans casolans
Série noire es va publicar en vídeo per primera vegada en format VHS casset el 1981. Es reeditarà l'any 1995 a la col·lecció 100 ans de cinéma. a pel·lícula també s'estrenarà en DVD per primera vegada el març de 2003 i en Blu-ray el juny de 2013. L'edició en DVD també es va publicar en cofres dedicats a Patrick Dewaere i Alain Corneau. A la televisió, les emissions més antigues conegudes daten del 12 de novembre de 1984 a FR3 a la primera part del vespre del cicle Le Grand Frisson i el 16 de novembre de 1987 a La 5. Entre 1995 i 2000, la pel·lícula es va emetre deu vegades per televisió, incloses cinc vegades a Canal +, tres vegades a Arte i uan vegada a France 5.
La pel·lícula es va emetre notablement a France 3 a la segona part de la nit el 15 de juny de 2000 així com el 31 d'agost de 2010, per tal de retre homenatge a Alain Corneau, mort el dia abans en comptes de la pel·lícula proposada inicialment, Le Marginal de Jacques Deray. El 17 de desembre de 2012, la pel·lícula va atreure 1,1 milions d'espectadors a Arte a la primera part de la nit, el que suposa el 4,4% de quota de mercat.
Série noire també es va emetre a canals temàtics com Ciné+ i OCS el 2014. Durant una de les seves retransmissions recents, el 5 de març de 2018  a Arte en hora de màxima audiència, Série noire va ser vista per 1,1 milions d'espectadors, o un 4,6% de quota de mercat. Per la seva darrera emissió sense xifrar fins ara, el 24 de maig de 2021 a France 5, la pel·lícula va ser vista per 792.000 espectadors.

## Distincions
Mentre que la pel·lícula porta un mes a les sales franceses, Série noire forma part de la selecció oficial a competició del 32è Festival Internacional de Cinema de Canes, que té lloc del 10 al  24 de maig de 1979, juntament amb Apocalypse Now de Francis Ford Coppola, Days of Heaven de Terrence Malick, La síndrome de la Xina de James Bridges, El timbal de llauna de Volker Schlöndorff i L'ingorgo. No es va endur cap premi. La pel·lícula va rebre cinc nominacions a la 5a cerimònia dels Premis César, qu van tenir lloc el 2 de febrer del 1980: millor actor per Patrick Dewaere, millor actor secundari per Bernard Blier, millor actriu secundària per Myriam Boyer, millor guió original o adaptació per a Georges Perec i Alain Corneau i millor edició per a Thierry Derocles, però no es va endur cap premi.